# Transfer secret
Il Transfer secret è una password per consentire il trasferimento di un dominio.
La password è impostata dal maintainer del dominio, e può essere cambiata in qualsiasi momento.
Tutti i domini necessitano di questa password. Da breve tempo anche i .com e i .net.